# Coleophora atlanticella
Coleophora atlanticella é uma espécie de mariposa do gênero Coleophora pertencente à família Coleophoridae.